# Romeno

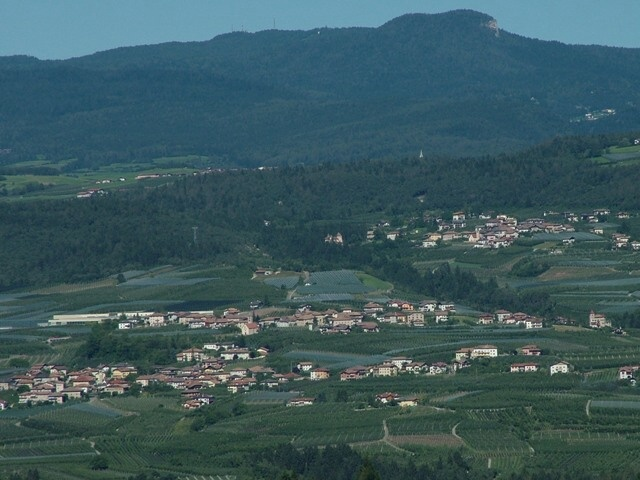
Panorama von Malgolo

Romeno (im ladinisch-italienischen Dialekt: Romén; Deutsch: Romein) ist eine nordostitalienische Gemeinde (comune) mit 1496 Einwohnern (Stand 31. Dezember 2023) im Trentino. Die Gemeinde liegt etwa 36 Kilometer nördlich von Trient im Nonstal.
Vom Ortsnamen Romeno leitet sich der nur im deutschen Sprachraum, in Südtirol und heute vor allem in Österreich, verbreitete Familiennamens Romen ab.

## Persönlichkeiten
- Johann Baptist Lampi der Ältere (1751–1830), Maler

## Verkehr
Durch die Gemeinde führt die Strada Statale 43 dir della Val di Non von Dermulo nach Sarnonico.

## Gemeindepartnerschaft
Seit 1992 besteht eine Verbindung zu Waldhilsbach, das 1974 nach Neckargemünd eingemeindet wurde.